# 山原國立公園

山原國立公園區域圖（公園成立時）。
陸域
海域
北部訓練場

山原國立公園（日语：／）是位在日本沖繩縣的國立公園。
本公園是日本全國第33座國立公園。也是自2014年慶良間諸島國立公園以來睽違2年新設的沖繩縣第三座國立公園。

## 指定範圍
國頭村、大宜味村、東村三村以下稱「山原3村」。
「山原」一般是指沖繩本島北部地區，意為「山嶺綿延森林廣大的區域」。山原國立公園涵蓋了原沖繩海岸國定公園部分區域，最初面積為17,292公頃（陸域13,622ha、海域3,670ha），以山原亞熱帶照葉林為中心。其中陸域有75%位在國頭村。成立時的公園緊鄰美軍基地北部訓練場，是首座鄰接美軍設施的國立公園。2018年6月29日，北部訓練場返還地中約3,700公頃劃入本公園。
以下是指定區域內的部分地點。
- 山岳 - 與那霸岳、邊戶岳（日语：辺戸岳）、尾西岳、伊部岳、伊湯岳（日语：伊湯岳）、嶺此間頂地岳（ネクマチヂ岳）、鹽屋富士、玉辻山等
- 河川 - 邊野喜川（日语：辺野喜川）、與那川、慶佐次川（日语：慶佐次湾）、安波川、新川川、平南川等
- 島・岬 - 安田島、宮城島、邊戶岬（日语：辺戸岬）等
- 其他 - 福上湖（日语：福上湖）（福地水壩）北側[11]、田港御嶽、鹽屋灣、茅打斷崖（日语：茅打バンタ）、金剛石林山（日语：大石林山）等

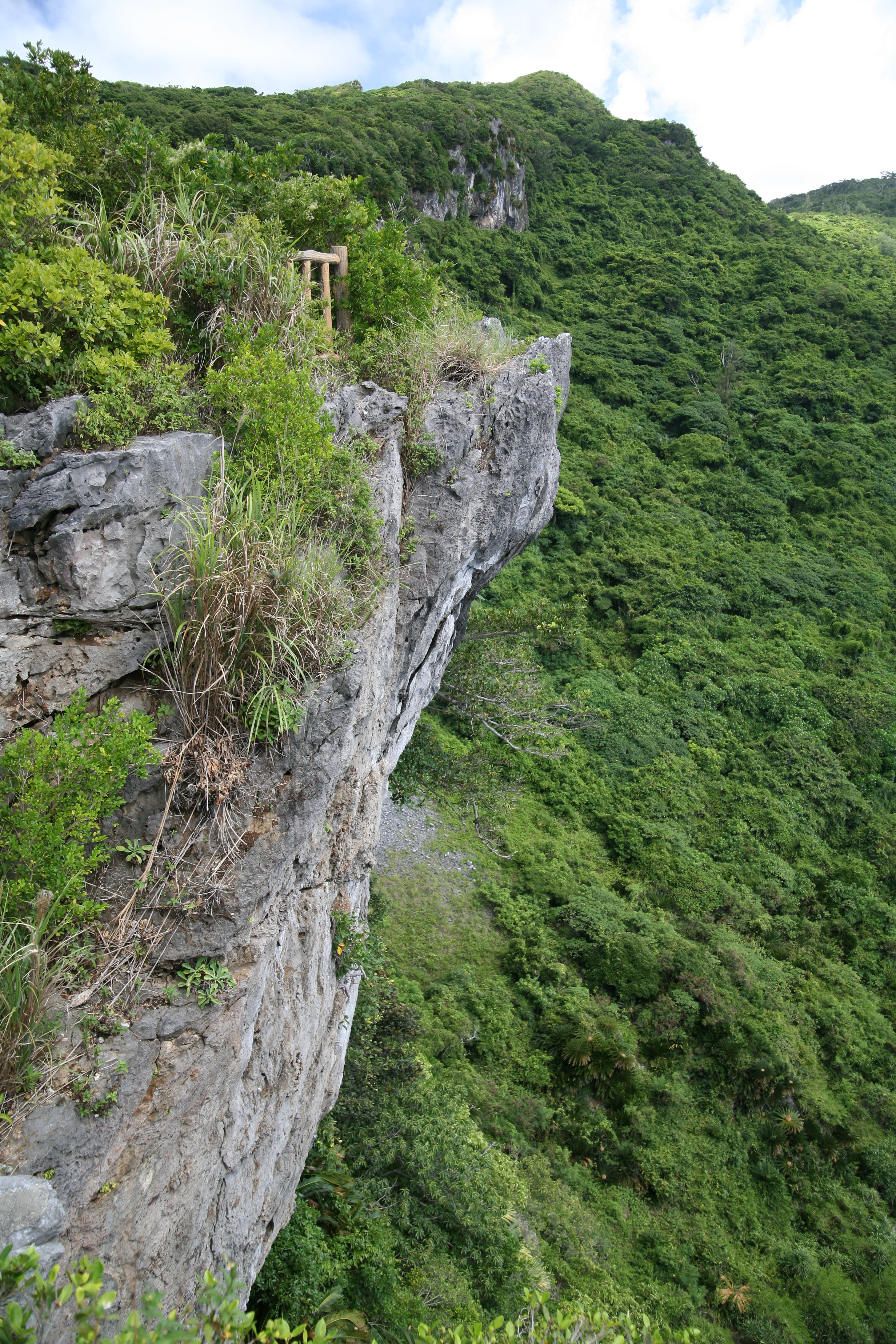
茅打斷崖
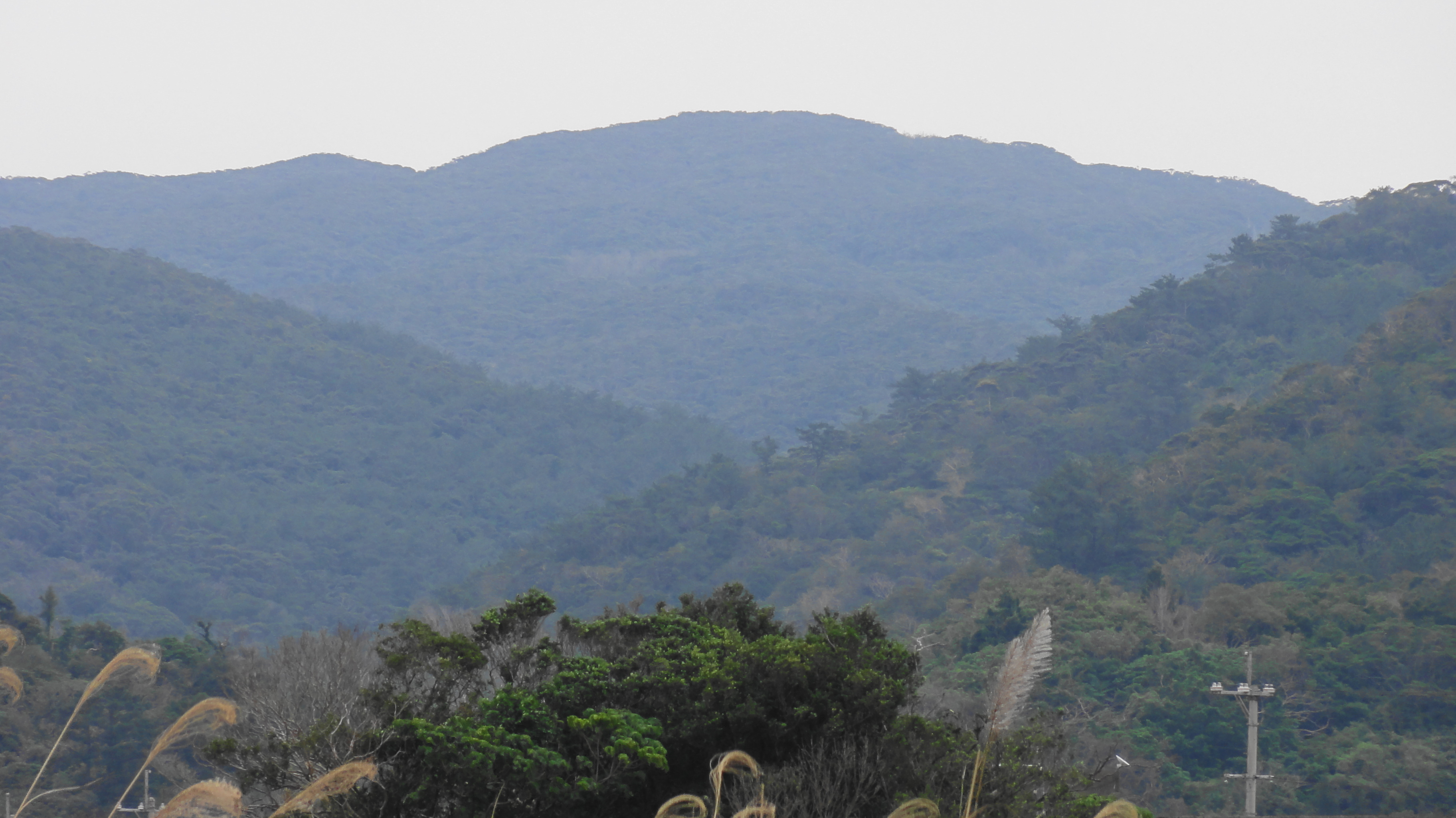
與那霸岳
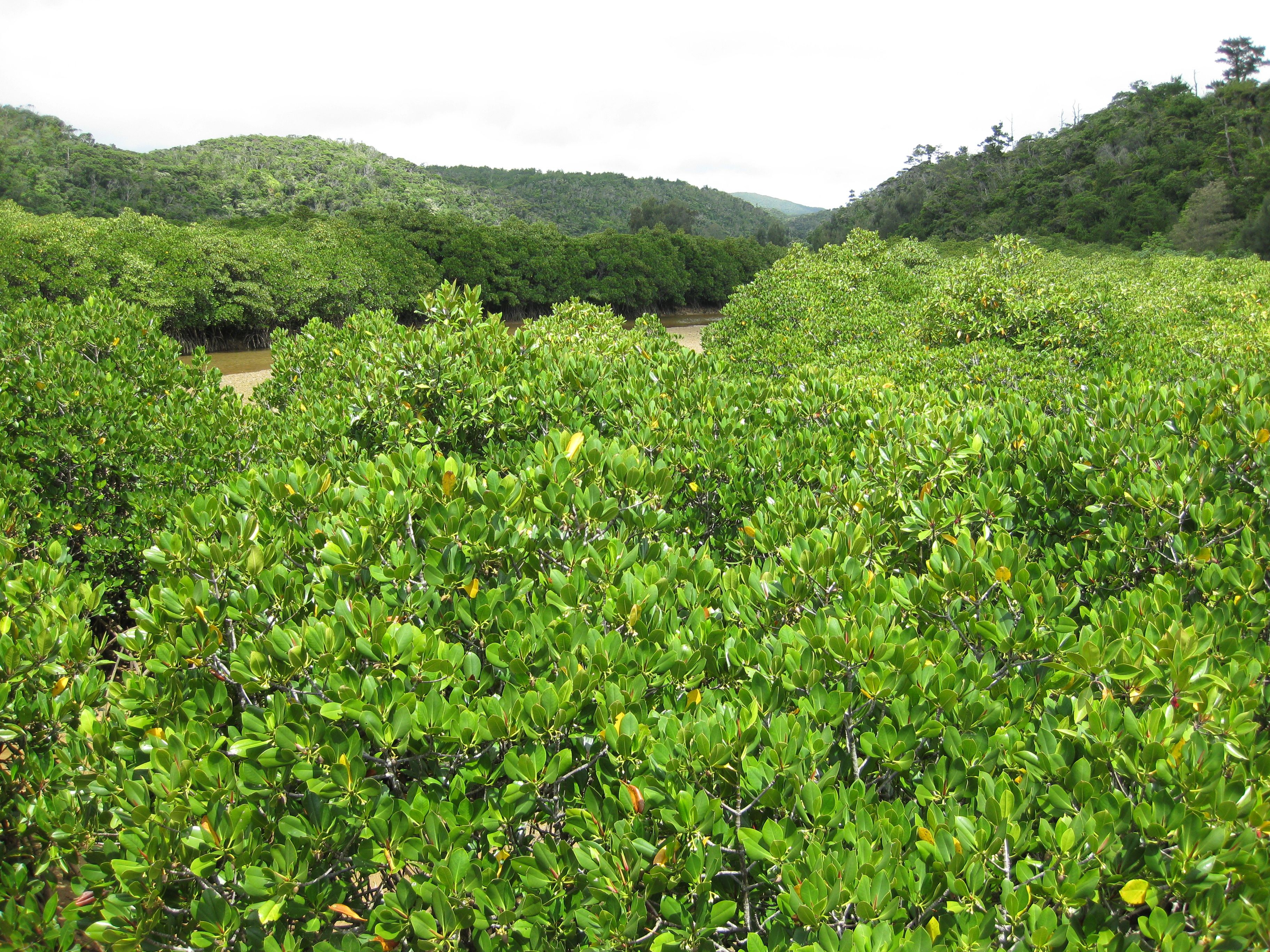
慶佐次灣紅樹
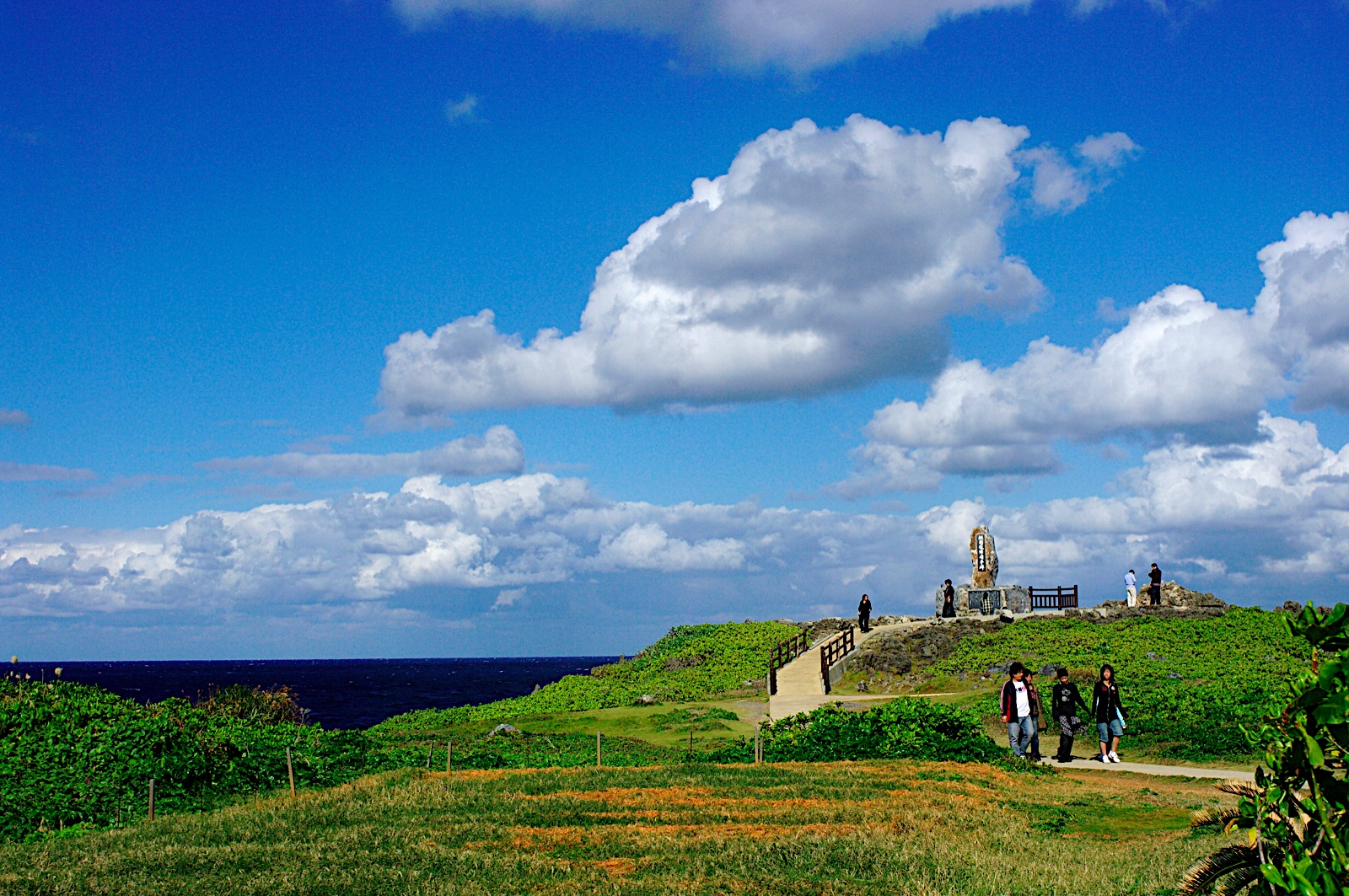
邊戶岬

### 面積
- 陸域 - 17,292ha
- 海域 - 3,670ha

### 保護規制區域
以下為特別地域與普通地域的指定面積。環境省曾目標在2018年要將本公園的特別保護地區與第1種特別地區（總面積5,217ha）登錄為世界自然遺產「奄美、琉球」。2016年7月1日的討論會，針對山原國立公園規制區域計畫案提出擴大特別保護地區範圍、國家與沖繩縣及山原3村對山原森林進行全面性保護。2018年，世界自然遺產「奄美大島、德之島、沖繩島北部及西表島」（2017年從「奄美・琉球」改名）登錄延期，並擴張本公園指定區域。
- 特別保護地區 - 3,009 ha
- 第1種特別地域 - 5,001 ha
- 第2種特別地域 - 4,413 ha
- 第3種特別地域 - 3,857 ha
- 普通地域 - 1,031 ha

### 相關市町村
- 沖繩縣 - 國頭郡國頭村・大宜味村・東村

### 事業計畫
- 保護設施計畫 - 設置三處自然再生設施以推動照葉林再生[6][15]。
- 利用設施計畫 - 單獨設施（園地、宿舍、野營場、博物展示設施）23處，車道4路線、步道7路線[6][15]。

### 事務所

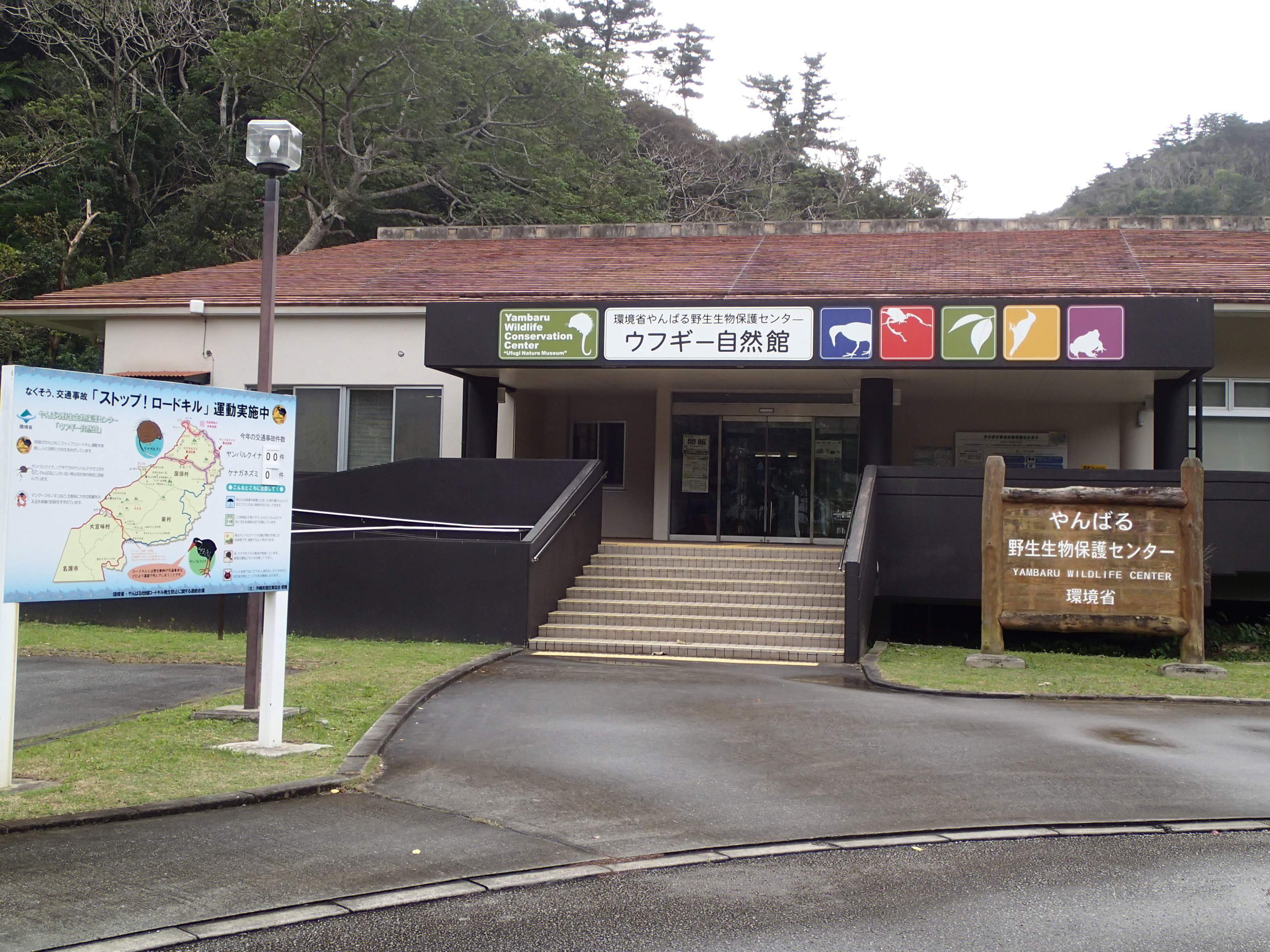
山原野生生物保護中心

自然保護官事務所所在的山原野生生物保護中心於1999年4月開設，負責推動山原稀少物種與生態系的調査研究、保護，及稀少物種的培育等。
- 環境事務所 - 那霸自然環境事務所
- 自然保護官事務所 - 山原自然保護官事務所（山原野生生物保護中心內）
  - 所在地 - 沖繩縣國頭郡國頭村字比地263-1

### 遊客中心
| 中心名                           | 設置者 | 所在地                      | 使用人數（人） |
| -------------------------------- | ------ | --------------------------- | -------------- |
| 山原野生生物保護中心 UFUGI自然館 | 環境省 | 沖繩縣國頭郡國頭村比地263-1 | 11,508         |

## 歷史

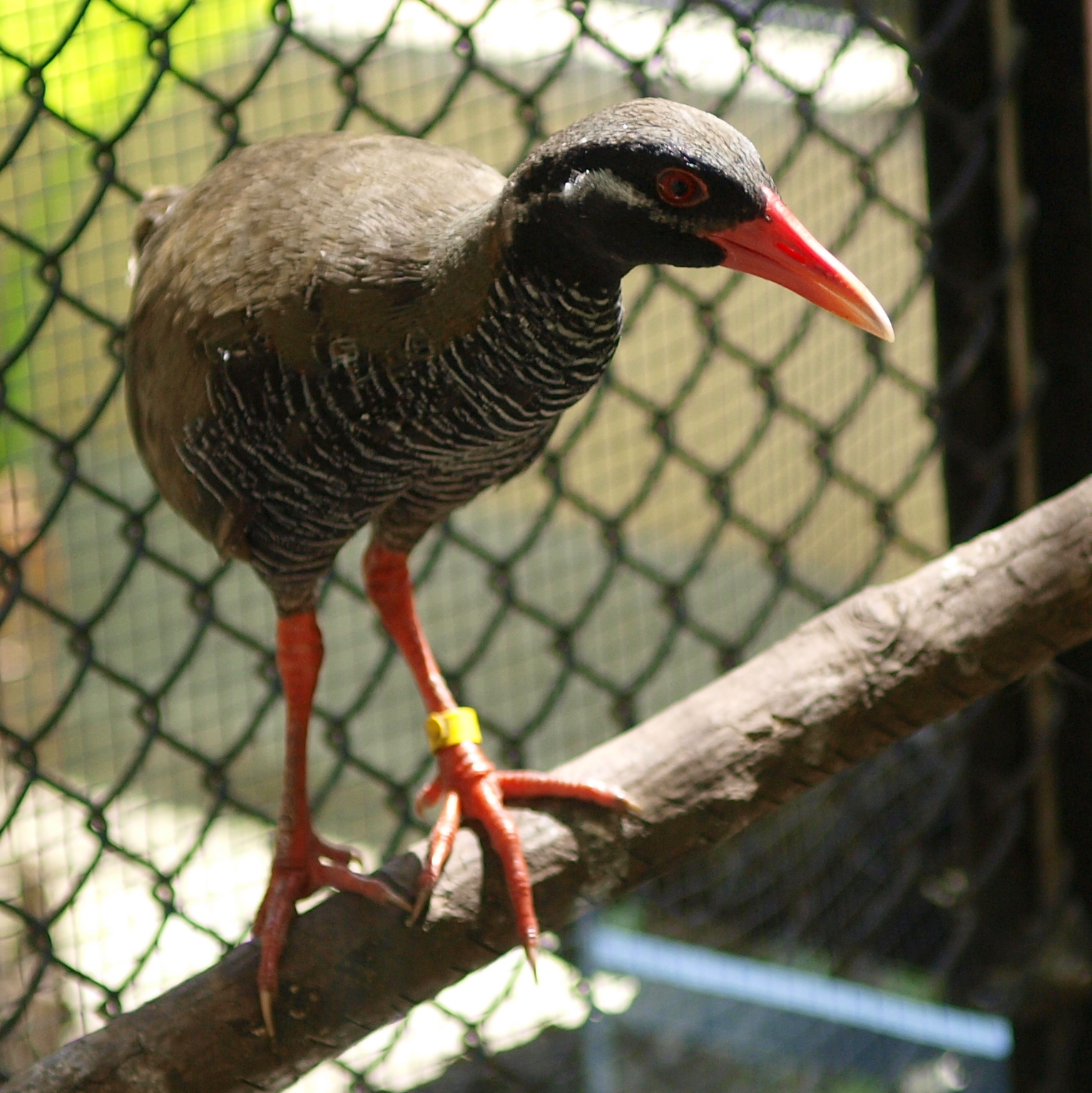
山原的山原秧雞。

1996年，自然保護議員連盟幹事長岩垂壽喜男在環境廳長官就職典禮中提出山原國立公園化構想。同年4月15日，美日特別行動委員會 (SACO) 提出返還北部訓練場一半以上面積。同日，岩垂針對返還後的北部訓練場土地利用表示「國立公園為選項之一」，針對山原的自然環境進行詳細調查。
2007年3月9日，環境省睽違36年修正國立、國定公園選定要領，決議推動山原與奄美群島的照葉林地帶成立國立公園。選定要領從原有的「出色的自然景觀」再加上生物多樣性等觀點，使得「照葉林」、「里地里山」、「海域」等也列入評估對象。2010年10月公布的國立、國定公園總點檢事業，認為山原的陸域與海域有著多樣且連續的生態系，是「日本國內傑出的地域」。
2010年公布的生物多樣性國家戰略提出應考慮生態系的連續性進行自然公園的區域指定與區域擴張。另從保護自然環境的觀點，因應生態旅遊的增加，環境省應審視國立、國定公園的指定狀況，推動新公園的創設或既有公園的區域擴張。2010年10月4日，環境省從五個國立公園候選地中，選出山原做為新國立公園。山原的出線理由為此地有山原秧雞與野口啄木鳥等特有種與其他瀕危動植物棲息。
2016年2月1日發行的琉球新報表示，國頭村村長宮城久和為了山原成立國立公園，正在與地主達成協議。沖繩縣在2015年6月收到環境省照會，同年9月調整山原國立公園化協議，2016年2月26日同意國立公園化。翌日2月27日，環境省通過「山原國立公園」設立方針。針對國立公園的指定，以及世界自然遺產「奄美・琉球」的登錄，在土地開發及農業、林業規範達成共識。2016年6月20日，中央環境審議會通過環境省成立「山原國立公園」。
2016年9月9日，環境大臣山本公一在閣議後宣布將在同年9月15日於沖繩本島北部地域成立「山原國立公園」。在地方自治體要求下，公園成立日是與山原長臂金龜發現日（1983年9月15日）同日的9月15日。接著環境省正式公告9月15日為公園成立日。9月15日，政府官報「山原國立公園」正式成立。

### 年表
- 1996年4月15日 - 環境廳長官針對返還後的北部訓練場土地利用表示「國立公園為選項之一」。
- 2007年3月9日 - 修正國立、國定公園選定要領，推動山原國立公園化。
- 2010年10月4日 - 山原地域成為新國立公園候補地之一。
- 2016年2月27日 - 決定設立「山原國立公園」。
- 2016年6月20日 - 中央環境審議會同意設立「山原國立公園」。
- 2016年9月15日 - 「山原國立公園」正式成立。

## 國立公園指定相關活動
2016年4月19日，麒麟啤酒與環境省及山原3村合作推出「麒麟KIRIN一番搾生啤酒 山原國立公園指定應援設計款」，並在沖繩縣廳舍的記者會中宣布一部分收入將用來製作盜獵巡邏制服。同年10月20日，奧利恩啤酒公開「ORION DRAFT紀念設計款」，將從每瓶收入中抽出一元做為山原3村的環境保育活動資金。
指定日的2016年9月15日，山原3村各廳舍掛幕慶祝國立公園成立。三村村長還在國頭村的山原野生生物保護中心舉行記者會。同日，國頭村在與那霸岳的第2種特別地域內舉行自然觀察會，邀請該村小學生們在與那霸岳登山道進行自然觀察。
2016年10月7日，環境省在官網站上公開山原國立公園介紹網頁，提及山原的動植物與文化，及從那霸機場出發前往的交通方式。

## 相關議題

### 環境保護與地方開發的平衡
隨著山原的國立公園化，也強化了該區域的自然保護。對於山原地區不斷傳出動植物遭到盜獵，地方居民組成志願隊定期在林道巡邏。理學博士屋富祖昌子表示「國立公園化後，觀光客可能隨意捕獵動植物進行研究與教育目的以外的活動」。環境省的山原野生生物保護中心也對於未來外部遊客的增加，表示「警察與周邊居民將共同合作阻止盜獵」。2001年發現遭遺棄的野貓正在捕食山原秧雞。對此，2003年環境省與周邊自治體共同推廣家貓的正確養育方式。然而，2013年左右，流浪犬的增加再次影響了當地生態系。
本公園的主題「亞熱帶森林山原 - 養育多樣化生命的山林與人類的活動」，指出了山原森林與地方居民生活息息相關。山原是沖繩縣內林業興盛的區域，過去是首里、那霸與本島中南部的薪材、木材、竹等的供給地。其中，國頭村是沖繩縣最大的木材產出地，2016年現在也是縣內唯一的木材據點產地，是當地的重要產業。公園內的特別保護地區與特別地域限制了木材的採伐，也影響了沖繩縣林業的發展。此外，如果登錄為世界遺產，人們可能會將山原的森林誤認為原生林，合法的採伐也會遭到批判。在公園內經營農林業的居民也質疑當局僅透過強化採伐限制保護環境的做法。2015年起，沖繩縣農林水產部森林管理課在山原3村推動「山原型森林旅遊推進體制構築事業」，企圖結合山原主要產業林業與自然體驗活動，達成活用森林與環境保護的目的。
山原3村雖然期待未來觀光產業的發展，然而住宿設施的增設、交通的整備、垃圾的處理等觀光相關措施仍未完善。也有地方居民擔心觀光客的增加將造成環境的負荷，認為應限制來園人數，同時觀光客與地方自治體都須了解其生物多樣性的意義。山原自然保護官事務所也表示，希望提高人們對自然保護的認識，並振興旅遊業和區域發展，與地方居民一同思考山原的未來。

### 登錄世界遺產
環境省曾冀望在2018年夏季將國立公園內的特別保護地區與第1種特別地區登錄為世界自然遺產「奄美、琉球」。世界遺產要求應成立國家公園，從而嚴格保護指定地區的自然環境，並強化土地開發限制和保護珍稀動植物。2016年9月9日閣議後的記者會，環境大臣山本公一表示「力爭盡早登錄為世界遺產」。沖繩縣表示，有必要透過登錄為世界遺產來創造與山原自然環境接觸的機會，並傳達保護自然環境的重要性。山原自然保護官事務所的自然保護官也表示，山原的國立公園化與登錄世界遺產不是最終目標，而是未來的永續發展。
山原國立公園由於接壤北部訓練場而遭批評。國際自然保護聯盟日本委員會吉田正人表示，難以判斷對於山原特有種與自然環境的保護是否足夠，由於日本政府無法說明北部訓練場內的動植物棲息狀況與美軍訓練帶來的影響，嚴重影響了世界遺產的登錄。
2018年5月，國際自然保護聯盟宣布世界遺產登錄延期。表示北部訓練場返還地的資產劃分等不符合條件。對此，日本政府決定撤回並再次提出申請、同年6月29日，北部訓練場返還地中約3,700ha劃入本公園。

### 北部訓練場

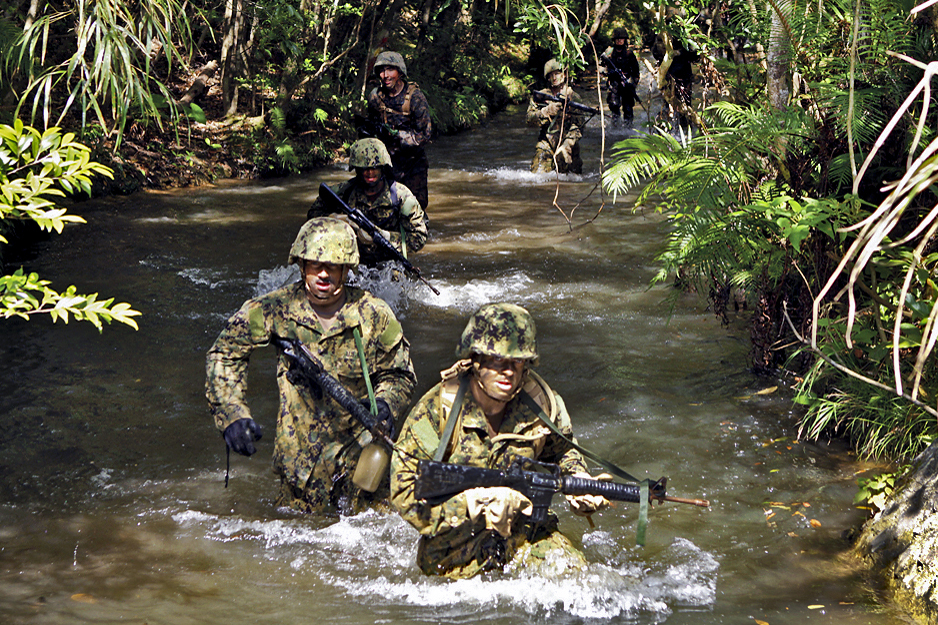
在北部訓練場內訓練的美軍士兵。

1996年12月2日，美日特別行動委員會 (SACO) 宣布將返還北部訓練場面積約53%的3,987公頃。山原國立公園成立當天2016年9月15日的記者會中，國頭村村長宮城久和曾表示北部訓練場不應該鄰接國立公園，東村村長伊集盛久則期待北部訓練場部分返還後能併入國立公園。同年11月15日，沖繩縣知事翁長雄志向沖繩防衛局提出的「北部訓練場過半返還實施計畫意見書」中，針對可能併入公園的北部訓練場返還區域表示，若是美軍過去曾在北部訓練場內實施野生動植物相關調査，應提供其資料。另外，為了了解對山原自然環境的影響，在北部訓練場的直升機停機坪啟用以前應進行V-22魚鷹式傾轉旋翼機的環境影響評估。直升機停機坪建設反對派的成員表示，山原國立公園的成立可能導致北部訓練場的基地固定化。2016年12月22日，北部訓練場部分區域4,010ha返還給日本政府。

## 關連項目
- 日本國立公園

## 外部連結
- （日語）やんばる国立公園 （页面存档备份，存于）